# ليبر أوفيس رايتر
ليبر أوفيس رايتر LibreOffice Writer هو معالج النصوص المجاني والمفتوح المصدر وأحد مكونات النشر المكتبي لحزمة برامج LibreOffice وهو تطبيق لشركة OpenOffice.org Writer . وهو معالج نصوص مشابه لبرنامج Microsoft Word و Corel's WordPerfect مع العديد من الميزات المتشابهة وتوافق تنسيق الملف.  
تم إصدار التطبيق LibreOffice Writer بموجب ترخيص Mozilla العام v2.0.
كما هو الحال مع مجموعة LibreOffice بأكملها، يمكن استخدام تطبيق رايتر Writer عبر مجموعة متنوعة من المنصات، بما في ذلك Linux وFreeBSD وMac OS X وMicrosoft Windows.

## بعض المميزات
- تطبق رايتر قادر على فتح وحفظ الوثائق في عدد من الأشكال، بما في ذلك المفتوحة (ODT هو شكل الافتراضية)، مايكروسوفت وورد الصورة DOC ، DOCX ، RTF و XHTML . [5]
- المدقق الإملائي والنحوي ( Hunspell ) [6] [7]
- أدوات رسم مدمجة
- وظائف حساب مدمجة
- محرر المعادلات المضمنة [8]
- تصدير بتنسيق PDF، وإنشاء ملف PDF مختلط (ODF مضمن) ، وإنشاء نموذج PDF قابل للتعبئة
- القدرة على استيراد وتحرير ملفات PDF. [9]
- القدرة على تحرير ملفات HTML وXHTML بشكل مرئي بدون استخدام تعليمات برمجية مع دعم WYSIWYG
- تصدير بتنسيقات HTML و XHTML و XML
- تصدير بتنسيق EPUB يبوك
- المحتويات، الفهرس، الببليوغرافيا
- توقيع الوثائق والتشفير
- تغيير التتبع أثناء المراجعات، قارن بين وثيقتين
- تكامل قاعدة البيانات، بما في ذلك قاعدة بيانات المراجع
- دمج البريد الإلكتروني ميل ميرج [10]
- قابل للبرمجة والتحكم عن بعد عبر UNO API
- لا يمكن تحديد مجموعات الأسلوب المفتوح ومتغيرات الأحرف للخطوط من القوائم، ولكن يمكن تحديدها يدويًا في نافذة الخط. على سبيل المثال، fontname:ss06&cv03 بتعيين الخط إلى المجموعة النمطية 6 واختيار متغير الأحرف 3.

## تاريخ الإصدار
تتضمن إصدارات LibreOffice Writer ما يلي:
| تاريخ الاصدار  | الإصدار | تعليقات |
| -------------- | ------- | --- |
| 25 يناير 2011  | 3.3     | - يمكن الآن استيراد مستندات MS Works. - يمكن الآن استيراد SVG إلى Writer. - العديد من تحسينات الاستيراد WordPerfect. |
| 3 يونيو 2011   | 3.4     | - جديد التدرج / الظل المسقط لإبراز صفحات الكاتب، مع ألوان قابلة للتكوين في الخيارات. - تم تحسين عرض النص حيث يتم الآن رسم النص بنفس خيارات البكسل الفرعي مثل التطبيقات الأخرى التي تستخدم القاهرة. |
| 14 فبراير 2012 | 3.5     | - واجهة مستخدم أفضل للتعامل مع رأس / تذييل الصفحة. إضافة رأس أو تذييل بسهولة. - تدقيق نحوي مدمج أسرع. - تم تحسين استيراد الأشكال المخصصة كثيرًا، وتم إصلاح العديد من الأخطاء وإضافة تطبيق الإعدادات المسبقة الجديدة. - عامل تصفية استيراد مستندات Microsoft Visio. |
| 12 أغسطس 2012  | 3.6     | - دعم التباعد السياقي - دعم استيراد الرسومات الذكية - عدد الكلمات (الوثيقة بأكملها والتحديد) في شريط الحالة - إظهار حدود النص حسب اختيار عرض الأحرف غير القابلة للطباعة |
| 7 فبراير 2013  | 4.0     | - دعم التعليقات على نطاقات النص في الكاتب - استيراد التعليقات التوضيحية من مستندات DOCX و RTF - تحسينات DOCX المختلفة |
| 25 يوليو 2013  | 4.1     | - يمكن الآن تدوير الصور المضمنة في تطبيق رايتر بسهولة بزيادات 90 درجة - تضمين الخطوط في مستند Writer - تدعم الإطارات النصية للكاتب الآن وجود تدرج كخلفية |
| 30 يناير 2014  | 4.2     | - تنسيق حرف واحد أو أكثر بخاصية الحد Border - يمكن للتطبيق الآن إنشاء ملفات DOT - إمكانية التشغيل المتداخل لـ DOCX: تحسينات عديدة عديدة للتشغيل المتداخل مع تنسيق DOCX الخاص بـ Microsoft Word |
| 30 يوليو 2014  | 4.3     | - رفع عدد الأحرف من 65535 إلى 2,147,483,647 - تحسينات طفيفة على واجهة المستخدم - القدرة على طباعة التعليقات في الهوامش |
| 29 يناير 2015  | 4.4     | - تحسينات كبيرة على واجهة المستخدم - القدرة على توقيع ملفات PDF رقميًا أثناء عملية التصدير - تحسينات التصحيح التلقائي - وظائف تغيير المسار المحسنة |
| 5 أغسطس 2015   | 5.0     | - التوافق مع Windows 10 - الرموز التعبيرية ودعم الاستبدال في الكلمة - معاينات النمط في الشريط الجانبي - تمييز نص متوافق مع Microsoft Word - اقتصاص صورة بالماوس - تحسين حساب رقم الصفحة المعروض - ميزات إضافية لإدارة الجدول - تحسينات شريط الأدوات - تحسينات استيراد الملف (.doc ، .rtf ، دعم محسن لمستندات OOXML) - سحب وإفلات الصورة في نظام التشغيل Mac OS X - RSIDs اختياري - ميزات LibreLogo إضافية |
| 10 فبراير 2016 | 5.1     | - تحسينات واجهة المستخدم - تحسينات إضافية على قابلية التشغيل البيني لتنسيق المستندات الخاصة - تحسينات للوصول إلى الملفات البعيدة - دمج مصدر بيانات البريد / الدمج في المستند - التغييرات الافتراضية في حوار الأرملة / اليتيم والهجاء - إخفاء خيار المسافة البيضاء (في عرض صفحة واحدة) - انتقل إلى الصفحة المطلوبة في وضع معاينة الطباعة                                                                   |

## روابط خارجية
- ليبر أوفيس رايتر على موقع Framasoft (الفرنسية)

- صفحة الميزات في LibreOffice.org